# Тукуна

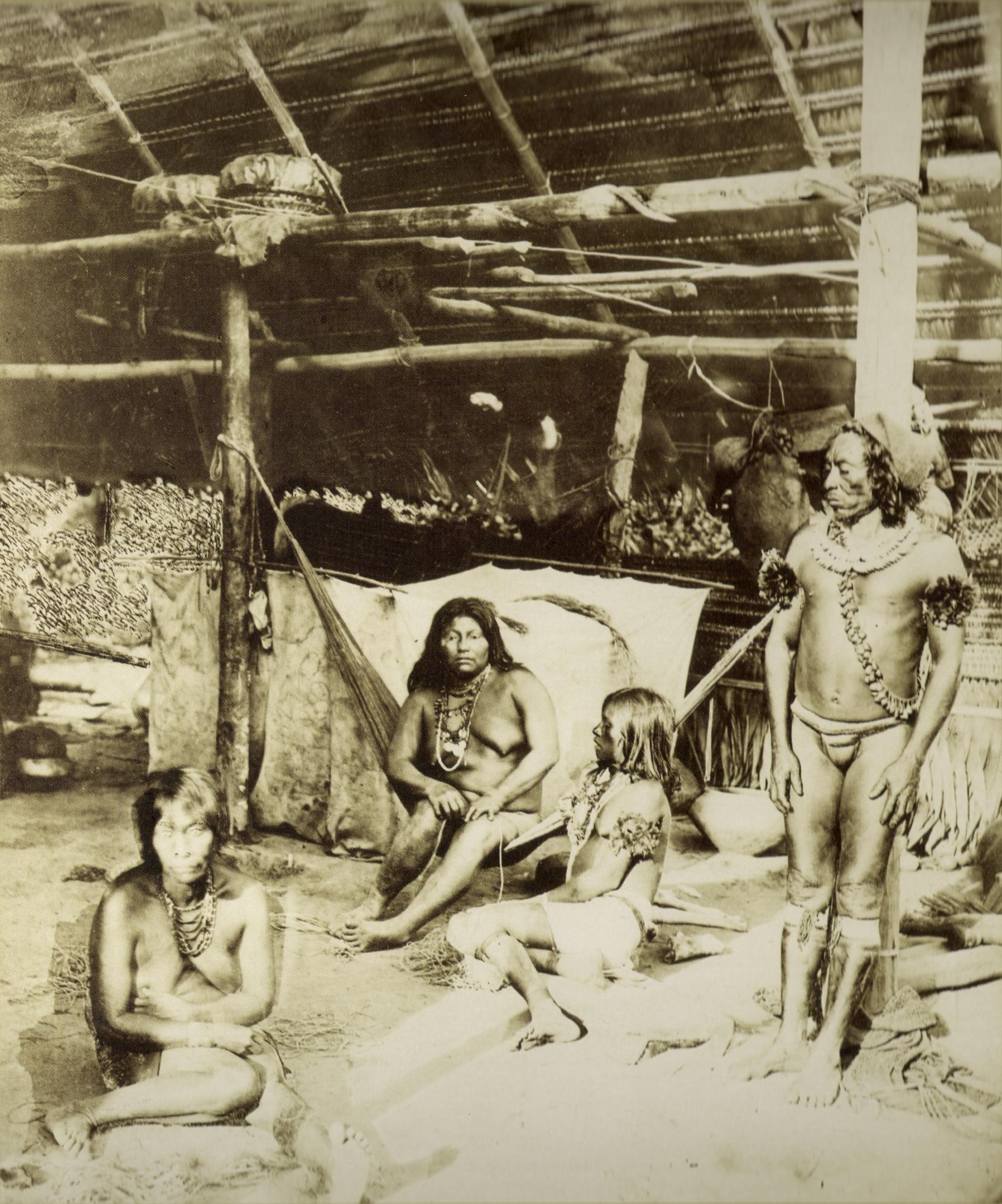
Тукуна, 1865 г.

Тукуна (тыкуна) — индейский народ в Южной Америке общей численностью 41 000 человек (2 000). Проживают в Бразилии (25 000), Колумбии (8 000) и Перу (8 000). Говорят на изолированном языке тыкуна. В настоящее время все тукуна также владеют португальским языком.

## Социальная организация
Общество состоит из двух экзогамных фратрий, нескольких десятков патрилинейных родов. Брак матрилокальный.
Основная форма поселения — локальная группа, ядром которой являются женщины: бабки, матери, дочери, внучки.

## Основные занятия
Традиционные занятия — подсечно-огневое земледелие, охота, рыболовство, гончарное дело и ткачество. В последнее время распространена работа по найму. Главные сельскохозяйственные культуры — кукуруза и маниок.

## Быт и традиции
Жилище — овальное или прямоугольное, с двускатной крышей, иногда на сваях.
Одежда мужчин — набедренная повязка, женщин — юбка.
Пища — лепешки из муки маниока, жареная рыба и мясо.
Первые европейцы появились на Амазонке в 1542 г. Тогда эти земли были населены индейцами, говорившими на языках тупи — омагуа и кокама. Индейцы вымерли в результате эпидемий и столкновений с колонизаторами. О народе тукуна европейцы узнали после экспедиции австрийцев И. Шпикса и К. Мартиуса (1817—1820).
Один из самых главных праздников тукуна — Праздник юных дев, посвященный наступлению зрелости девушек. Девушку сажали в специальное помещение в общинном доме («малока»), устраивали представления с музыкой, масками, переодеваниями, изображая демонов. Девушку пытались похитить и выдирали ей волосы, оставляя лысой. Когда через несколько месяцев волосы отрастали снова, девушка считалась полноправной женщиной.
Обряд инициации проходили и юноши.
Распространены традиционные верования, протестантизм, католицизм и мессианские культы.

## В искусстве
- Представителем племени тукуна является Каури, управляющая бразильского дома Эсме из фильма «Сумерки. Сага. Рассвет. Часть 1».